# Пион молочноцветковый

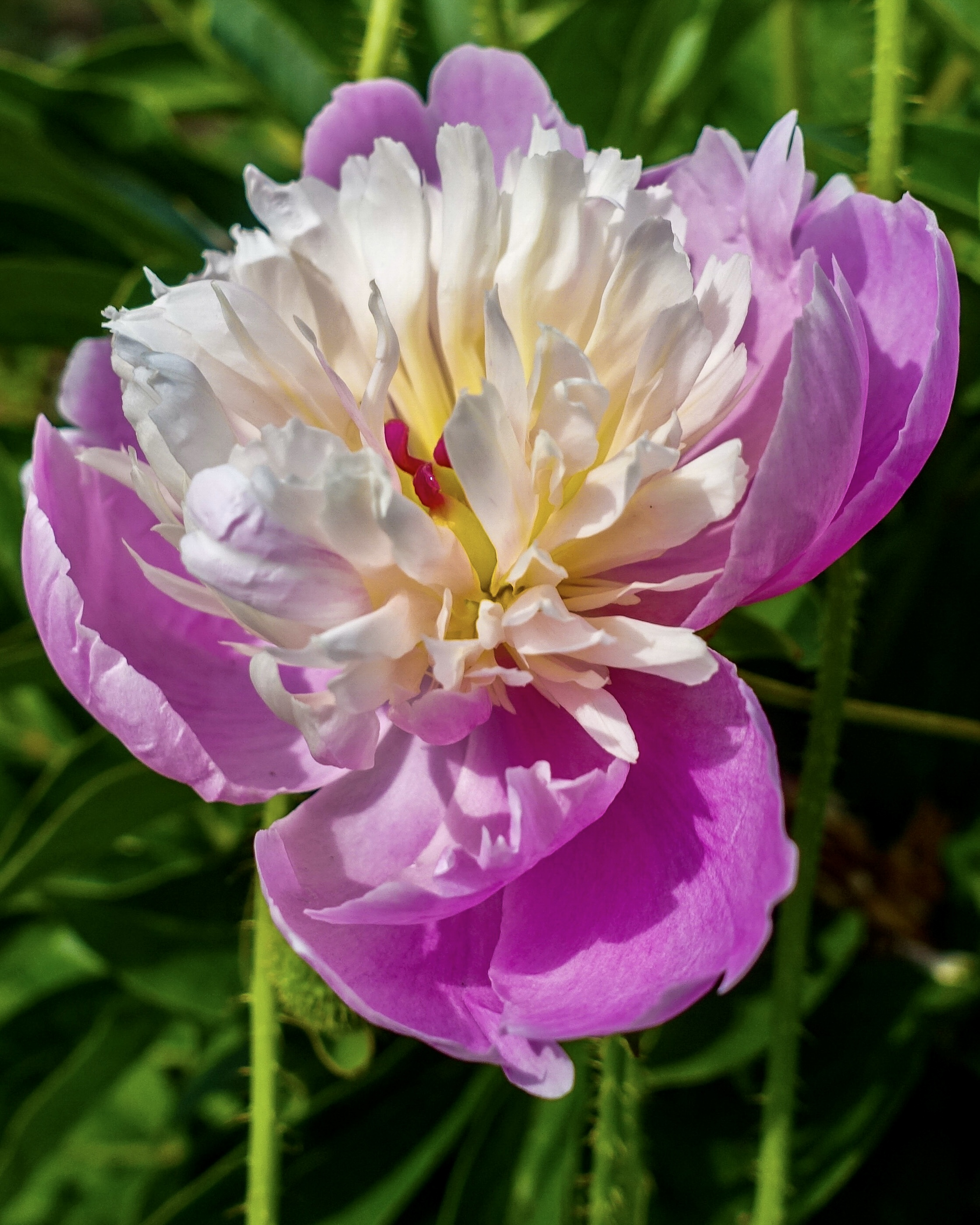
Пион молочноцветковый

Пион молочноцветковый (лат. Paeonia lactiflora) — вид травянистых многолетних растений рода Пион семейства Пионовые (Paeoniaceae).
С давних времен разводится в садах и парках, благодаря крупным и красивым цветкам и своей выносливости.

## Распространение и экология
В природе ареал вида охватывает Монголию, Китай, Корею и Японию.
В России встречается в Читинской области, на Дальнем Востоке — на Амуре, в Приморье.
Культивируется (в России) от широты Архангельска и южнее.
Произрастает по сухим, открытым, каменистым склонам, долинам, берегам рек, среди кустарников.
|                                           |
|                                           |
|                                           |
| Листья, внутренняя часть цветка и семена. |

## Ботаническое описание
Корневые утолщения веретенообразные, бурые. Стебли голые, с одним или несколькими цветками, высотой 60—100 и более см.
Листья длиной 20—40 см, дваждытройчатые, листовые доли черешчатые или боковые сидячие, ланцетные или эллиптические, большей частью заострённые; некоторые прицветные листья листовидно-раздельные или цельные.
Цветки диаметром 8—16 см; лепестков 5—10, белых, розовых, бордовых или редко красных; тычинки золотисто-жёлтые;
Плодиков 3—6, сначала прямых, затем крючковато-отклоняющихся. Семена овальные, чёрные.
Цветение в мае — июне. Плодоношение в сентябре.

## Значение и применение
Пион молочноцветковый широко выращивается как декоративное растение в садах; создано несколько сотен сортов, многие из которых имеют двойные цветы с тычинками, модифицированными в дополнительные лепестки. Впервые интродуцирован в Англии в середине 1700-х годов, став первым белым пионом, интродуцированным в Европе, и прародителем большинства современных садовых пионов. Долгое время был известен как Paeonia albiflora.
Хороший пыльценос. Пчёлы и другие насекомые активно собирают пыльцу. Продуктивность пыльцы цветком 98,0—140,7 мг.
В Китае как декоративное растение он ценится меньше, чем Пион Рока (Paeonia rockii) и его гибрид Пион древовидный (Paeonia suffruticosa).
Данное растение используется в качестве лекарственного в традиционной китайской медицине и японской медицине. Действующее вещество — пионифлорин. Препараты корня используется для снижения температуры и боли, для остановки кровотечений, для профилактики деменции.
|                                   |  |  |  |
| Сорта с различной окраской цветка |  |  |  |

## Агротехника
Пионы имеют два цикла активного корнеобразования: в конце августа и ранней весной, с началом роста побегов. Летом, с наступлением жаркой погоды, процесс корнеобразования останавливается и возобновляется с падением температуры почвы до +10…+15 ºС.

## Таксономия
Вид Пион молочноцветковый входит в род Пион (Paeonia) монотипного семейства Пионовые (Paeoniaceae) порядка Камнеломкоцветные (Garryales).
|  |                                      |  |                                                              |                                                              |                               |  | ещё 12 семейств (согласно Системе APG III) |  |  |            |                           |
|  |                                      |  |                                                              |                                                              |                               |  |                                            |  |  |            |                           |
|  |                                      |  |                                                              | порядок Камнеломкоцветные                                    |                               |  |                                            |  |  |            | вид Пион молочноцветковый |
|  |                                      |  |                                                              | порядок Камнеломкоцветные                                    |                               |  |                                            |  |  |            | вид Пион молочноцветковый |
|  | отдел Цветковые, или Покрытосеменные |  |                                                              |                                                              | монотипное семейство Пионовые |  | род Пион                                   |  |  |            |                           |
|  | отдел Цветковые, или Покрытосеменные |  |                                                              |                                                              |                               |  | род Пион                                   |  |  |            |                           |
|  |                                      |  | ещё 44 порядка цветковых растений (согласно Системе APG III) | ещё 44 порядка цветковых растений (согласно Системе APG III) |                               |  |                                            |  |  | ещё 31 вид |                           |
|  |                                      |  |                                                              | ещё 44 порядка цветковых растений (согласно Системе APG III) |                               |  |                                            |  |  |            |                           |